# Studniční hora
Studniční hora (též Studničná hora, německy Steinboden či Brunnberg) je výrazná kupovitá hora a třetí nejvyšší vrchol Krkonoš i České republiky. Český název hory existuje až od roku 1952. Hora se nachází v I. zóně národního parku a se svou výškou 1555,0 m je o 55 cm nižší než nedaleká Luční hora.
Leží asi 1 kilometr jižně od hlavního hřebene. Mezi hlavním hřebenem, který je ze severu v těchto místech velmi nevýrazný, a Studniční horou leží Úpské rašeliniště s prameny Úpy a Bílého Labe. Na západ od Studniční hory se nachází Luční hora, na jih pak Modrý a na východ Obří důl. Vlastní vrchol je plochý a oblý, svahy na sever a západ jsou mírné. Naproti tomu do Modrého a zejména Obřího dolu klesá terén velmi prudce, je zde několik lavinových svahů. Známý je zejména jižní lavinový svah se sněhovým polem nazývaným Mapa republiky. Na východ a jihovýchod od vrcholu jsou pak skalnaté ledovcové kary (Úpská jáma, Malá a Velká Studniční jáma). V zimě se zde tvoří sněhové převisy.

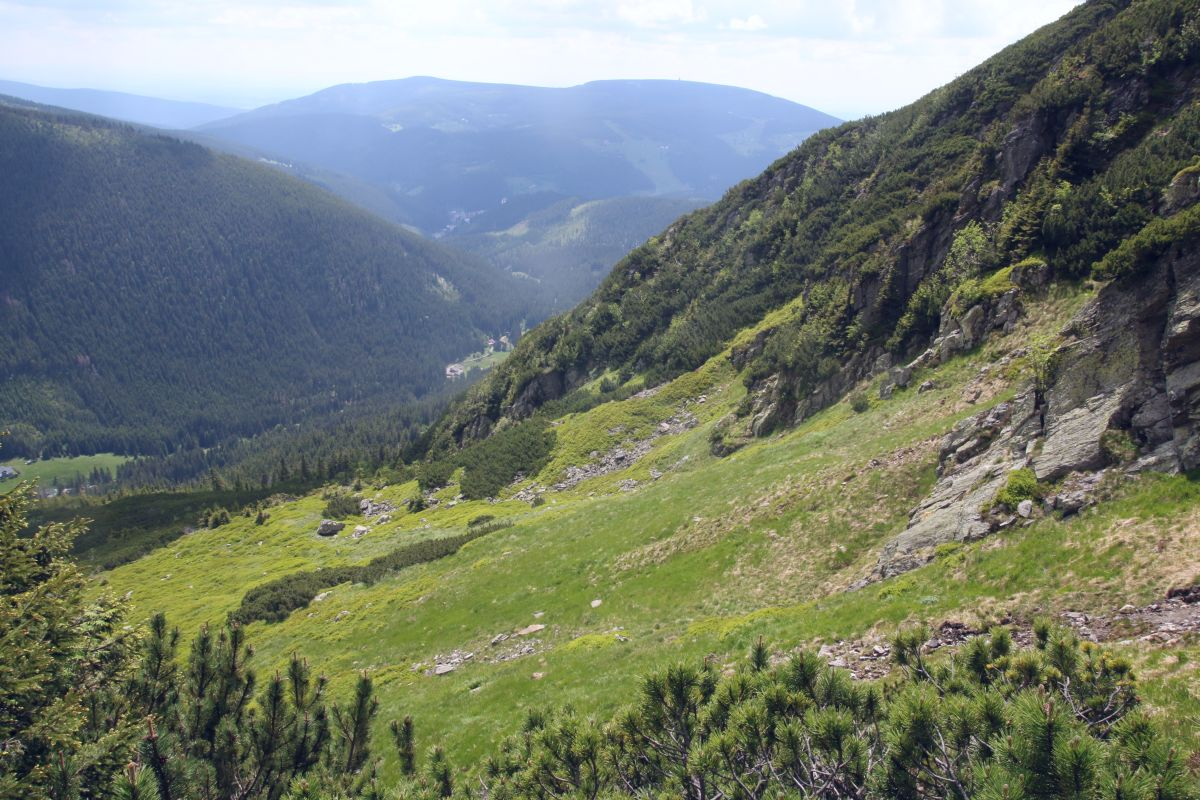
Malá Studniční jáma
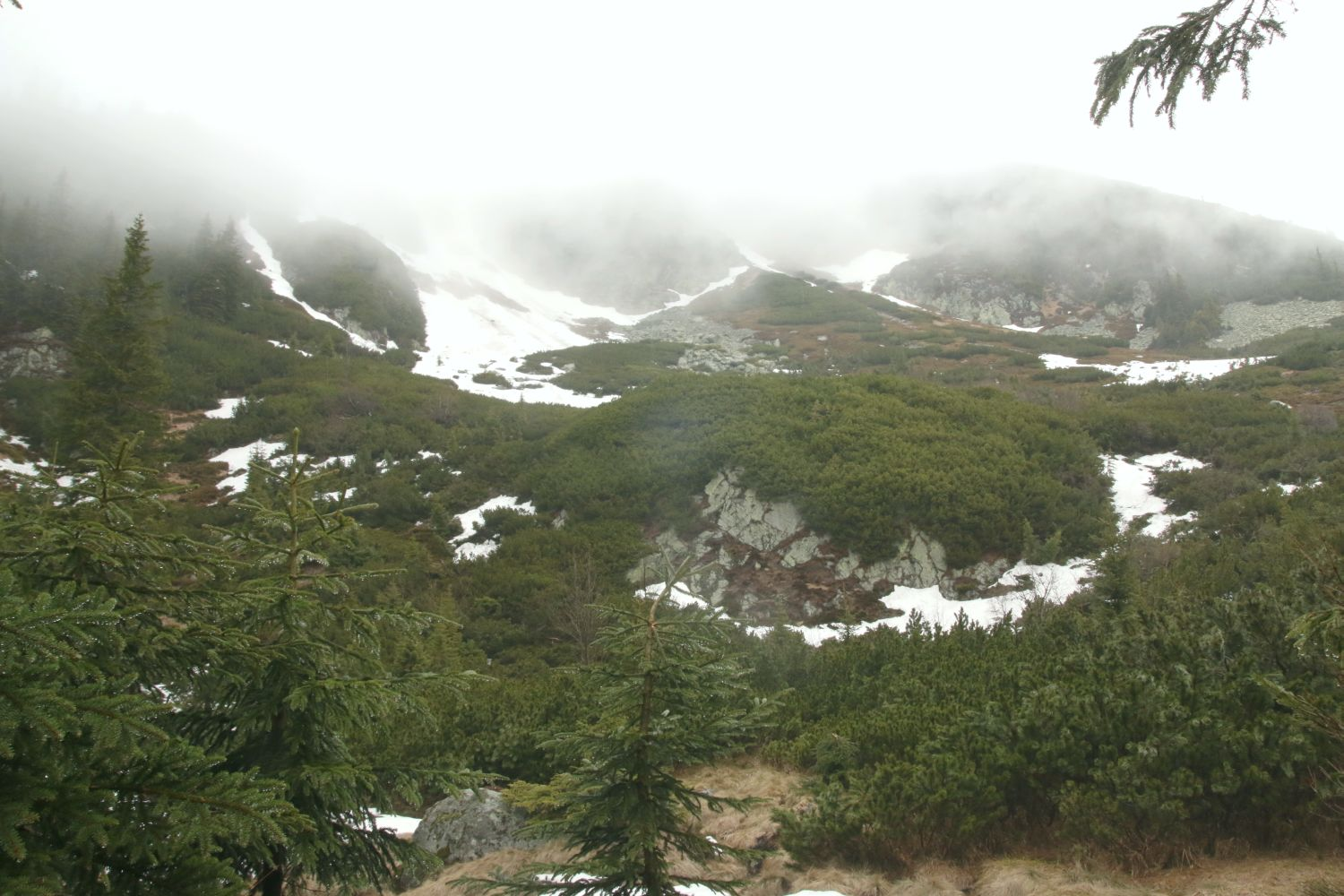
Velká Studniční jáma